# Tanaka Kane
Tanaka Kane (Vadzsiro, 1903. január 2. – Fukuoka, 2022. április 19.) japán szupercentenárius, aki a világ legidősebb élő személye volt.
Tanaka minden idők második legidősebb személye (Jeanne Calment után), és a legidősebb japán személy.

## Élete
1903. január 2-án született Óta Kane (太田 カ子, Ōta Kane) néven Vadzsiróban (ma Fukuoka Higasi-ku része), Kjúsú déli szigetén Óta Kumajosi és Kuma harmadik lányaként és hetedik gyermekeként. Kane és családja azt mondta, hogy valójában 1902. december 26-án született, és szülei egy hétig késleltették a jelentés benyújtásának folyamatát, mert nem voltak biztosak abban, hogy túléli, mivel koraszülött volt.
Kane korai gyermekkora a Meidzsi-kor utolsó éveiben volt, amely kilenc éves korában, 1912-ben ért véget. Kane 1922-ben feleségül vette unokatestvérét, Hideo Tanakát, akitől két fia és két lánya született.  A házaspár örökbe fogadta unokahúgát, Hideo nővérének második lányát is. Kane legidősebb lánya röviddel születése után meghalt, második lánya egyéves korában halt meg 1947-ben, míg örökbefogadó lánya 1945-ben, 23 éves korában halt meg meg nem határozott betegségben. A pár egy siruko és udon tésztát árusító üzletben dolgozott.
Kane férjét később besorozták a hadseregbe, ahol 1937 és 1939 között szolgált; egyik fiát a második világháború vége felé katonai hadifogolyként fogságba ejtették, és Szibériában tartották fogságban, mielőtt szabadon engedték és 1947-ben hazatért.  A második világháború után a házaspár folytatta a munkát az üzletben, Kane pedig áttért a kereszténységre az Egyesült Államok hadserege által állomásozó lelkészek szolgálata alatt. Kane 63 évesen vonult nyugdíjba az üzletükből, majd az 1970-es években az Egyesült Államokba utazott, hogy meglátogassa rokonait Kaliforniában és Coloradóban. Férje 1993-ban, 90 éves korában halt meg, 71 év házasság után.
Kane 2018 szeptemberétől egy idősek otthonában élt  Fukuoka Higasi-kuban, és állítólag még mindig jó egészségnek örvendett a 118. születésnapján. Kanénak kellett volna tartania az olimpiai lángot a 2020-as nyári olimpián, de visszalépett tőle a Covid19-esetek Japánban történő növekedésével kapcsolatos aggodalmak miatt.  Alkalmanként játszott a fonákolós társasjátékkal, és rövid sétákat tett az idősek otthonának folyosóin. Hobbijai közé tartozott a kalligráfia és az aritmetikai problémák megoldása. Öt unokája és nyolc dédunokája volt.

## Egészsége
Kanénak számos súlyos betegsége volt, és 35 éves korában paratífusz lázzal fertőződött meg örökbefogadott lányával. 45 éves korában hasnyálmirigyrák-műtéten esett át. 2006-ban Kanét vastagbélrákkal diagnosztizálták, és 103 éves korában megműtötték. Hosszú életéről második fia és felesége négy évvel később is felfigyelt, amikor kiadták a In Good and Bad Times, 107 Years Old könyvet adtak ki. 114 éves korában, 2017 szeptemberében interjút készített vele a KBC. 2019. március 9-én Tanaka hivatalosan megkapta a "Világ legidősebb élő embere" és a "Világ legidősebb élő nője" címeket a Guinness Rekordok Könyvétöl, igazolva hosszú élettartamra vonatkozó állítását. 2020. szeptember 19-én megdöntötte a leghosszabb életű japán személy, valamint a világ harmadik legidősebb emberének rekordját, miután meghaladta Tadzsima Nabi 117 éves és 260 napos életkorát. 2022. április 10-én túllépte Sarah Knauss élettartamát, és a második legidősebb igazolt személy lett. 
Kane azt mondta, hogy 120 éves koráig akar élni, és az Istenbe, a családba, az alvásba, a reménybe, a jó ételekbe vetett hitének és a matematika gyakorlásának tulajdonította hosszú életét. Hosszú élete, Jeanne Calmentével együtt, hozzájárult ahhoz a vitához, hogy az emberek maximális élettartama 115–125 év lehet. Tanaka halála után Lucile Randon francia nő lett a világ legidősebb igazolt élő személye.

## Halála
Kane egy fukuokai kórházban hunyt el 2022. április 19-én, kilenc nappal azután, hogy igazolták, hogy ő a második legidősebb ember, aki valaha élt. Halálát 2022. április 25-én jelentették be. A halál okát nem közölték, de unokája azt mondta, hogy 2021 vége óta rosszul érzi magát a japán egészségügyi minisztérium szerint.